# William FitzRobert, 2. Earl of Gloucester

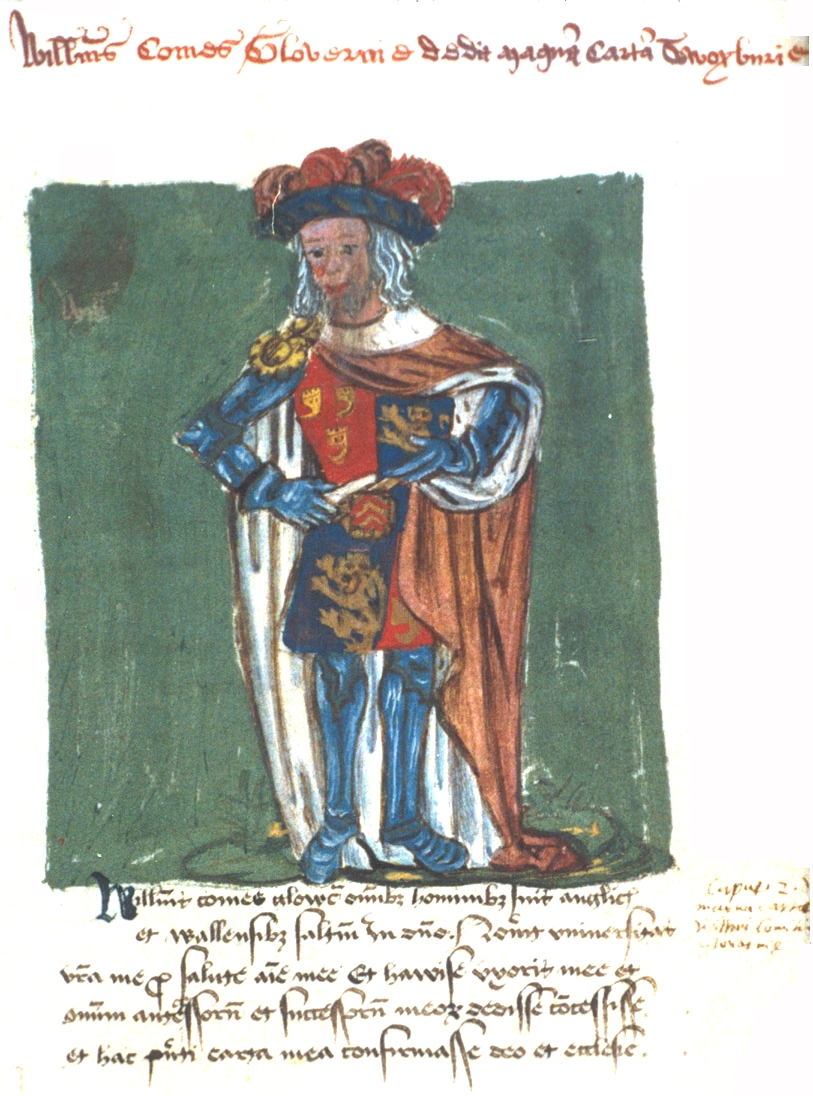
William FitzRobert, 2. Earl of Gloucester

William FitzRobert, 2. Earl of Gloucester (* 23. November 1116; † 23. November 1183) war ein englischer Peer.
Er war der Sohn und Erbe von Robert, 1. Earl of Gloucester und Mabel von Gloucester, der Tochter von Robert FitzHamon. Sein Vater war ein unehelicher Sohn des englischen Königs Heinrich I., William folglich ein Neffe Kaiserin Matildas und ein Vetter König Stephans, der Kontrahenten im Bürgerkrieg um die Nachfolge Heinrichs. Während des Bürgerkrieges wurden er und sein Vater im Oktober 1141 von Truppen König Stephans in Rochester Castle zeitweise gefangen gehalten.
Während sein Vater 1144 in der Normandie war, nahm er das Amt eines Gouverneurs von Wareham wahr. Beim Tod seines Vaters erbte er am 31. Oktober 1147 dessen Titel als 2. Earl of Cloucester. 1147 unterwarf er Henry de Tracy in Castle Cary. 1154 schloss er mit Roger de Clare, 2. Earl of Hertford ein Verteidigungsbündnis, das sich gegen alle Angreifer mit Ausnahme des Königs richtete. Er war Lord von Glamorgan und Caerleon, residierte zumeist in Cardiff. Hier wurden er, seine Ehefrau und sein Sohn 1158 von dem walisischen Häuptling Ifor Bach in die Wälder entführt, wo sie gefangen gehalten wurden, bis William diesem einige von ihm besetzte Gebiete zurückgab.
1173 stand er auf der Seite des Königs gegen dessen Söhne, scheint aber später in Verdacht geraten zu sein, da er sich im Folgejahr dem König unterwarf und ihm 1176 Bristol Castle auslieferte. Da sein einziger Sohn 1166 gestorben war, machte William Johann Ohneland, den jüngsten Sohn des Königs zu seinem Erben mit der Absprache, dass dieser eine von Williams Töchtern heiraten solle, sofern die Kirche dies aufgrund der nahen Verwandtschaft erlaube, was dann auch geschah.
William war anwesend, als der König 1177 zwischen dem König von Kastilien und dem König von Navarra vermittelte, sowie 1178, als er Heinrichs Charta für Waltham Abbey bezeugte. Während der Kämpfe Heinrichs mit seinen Söhnen, als er eine Reihe von Adligen, deren Loyalität ihm zweifelhaft erschien, einkerkerte, war William unter den Betroffenen. Er starb 1183 an seinem Geburtstag. Er wurde in der Abtei von Keynsham in Somerset bestattet, die er anlässlich des Todes seines einzigen Sohnes 1166 gestiftet hatte.

## Nachkommen
William heiratete Hawise de Beaumont, Tochter von Robert de Beaumont, 2. Earl of Leicester und Amica de Gael; Kinder des Paares waren:
- Robert FitzWilliam (* 1151 Cardiff, Glamorganshire, † 1166 Unmd Vp, Cardiff, Glamorganshire).
- Mabel FitzWilliam von Gloucester (* 1155); sie heiratete Amaury V. de Montfort, Graf von Évreux.
- Amicia FitzWilliam, Countess of Gloucester (* um 1170–1225) ⚭ Richard de Clare, 3. Earl of Hertford – ihre Nachkommen sind (ab 1218) die weiteren Earls of Gloucester.
- Isabel von Gloucester (* um 1160; † 1217, Gloucester); sie war drei Mal verheiratet:

1. Johann Ohneland (geschieden 1199)
2. Geoffrey FitzGeoffrey de Mandeville, 2. Earl of Essex
3. Hubert de Burgh, 1. Earl of Kent.

Da der einzige Sohn des Paares vor seinem Vater starb, erbten seine drei Töchter seinen Besitz gemeinsam. Sein Earlstitel ruhte zunächst und wurde 1189 als seine Tochter Isabel den Prinzen Johann heiratete aus ihrem Recht diesem bestätigt.